# Macun şekeri
El Macun şekeri o simplement Macun és una llaminadura i menjar de carrer turca consistent en una pasta de sucre acolorida. Els seus ingredients bàsics són suc de raïm i sucre comú. Generalment preferida pels nens, es ven embolicant sobre un palet de fusta. Sol ser de colors variats.